# Het adelsnest

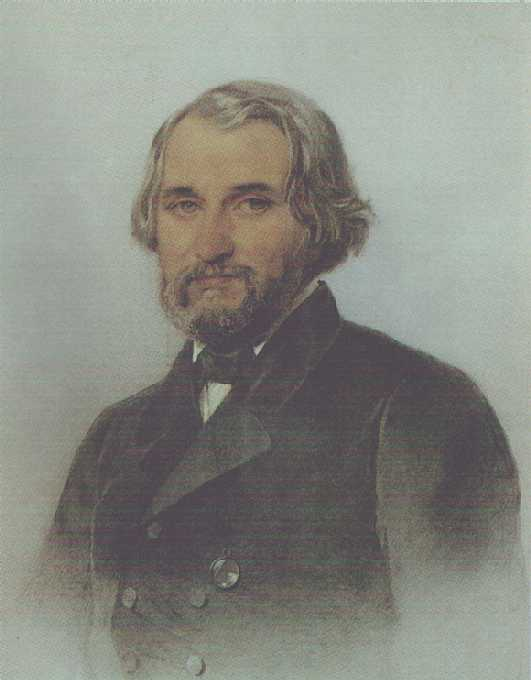
Toergenjev in 1857

Het adelsnest (Russisch: Дворянское гнездо) is een roman van de Russische schrijver Ivan Toergenjev, voor het eerst gepubliceerd in het literaire tijdschrift Sovremennik (De tijdgenoot) in 1859. De recentste Nederlandse vertaling is van Froukje Slofstra uit 2020, onder de titel Een adelsnest. Eerder verscheen het in een vertaling van Karel van het Reve, als onderdeel van de Russische Bibliotheek. De roman is de laatste jaren ook bekend onder de titel Liza.

## Inhoud

### Introductie hoofdpersoon
De mannelijke hoofdpersoon van de roman, Fjodr Ivanitsj Lavretski, is gemodelleerd naar Toergenjevs eigen leven: opgegroeid op het platteland met een anglofiele vader en een afstandelijke, soms wrede stiefmoeder, gaat hij studeren in Moskou. Daar wordt hij verliefd op de mooie, uit de verarmde adel afkomstige Varvara Pavlova, die hem vervolgens duidelijk uit berekening trouwt. Hij gaat met haar naar het buitenland, naar Parijs, waar ze een mondain leven leiden maar waar hij uiteindelijk door zijn vrouw met een huisvriend wordt bedrogen. Beledigd en gedesillusioneerd keert Lavretski alleen terug naar Rusland. Hij is dan 35 jaar.

### Het verhaal
Aan het begin van de roman brengt de zopas teruggekeerde Lavretski een bezoek aan het huis van de familie Kalitin, zijn buren en familie, waar de devote negentienjarige dochter Liza net het hof wordt gemaakt door de 'beloftevolle' doch 'gewiekste' en pocherige jonge ambtenaar Vladimir Pansjin. Liza lijkt in eerste instantie niet afwijzend te staan tegenover de avances van Pansjin, maar als ze er met Lavretski over praat realiseert ze zich dat er van echte liefde geen sprake is. Door hun frequente ontmoetingen en gesprekken raken Liza en Lavretski uiteindelijk verliefd op elkaar, zonder dat ze dit aanvankelijk durven uit te spreken.

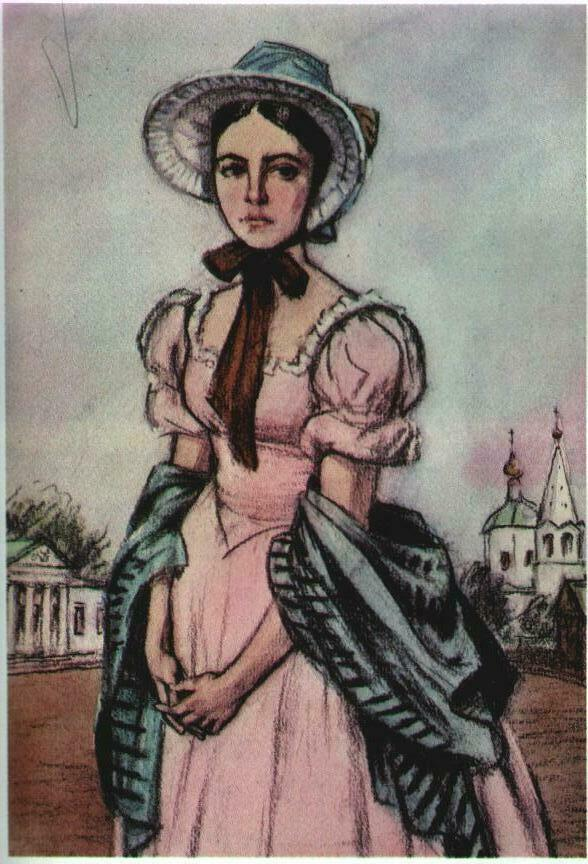
Liza Kalitina, boekillustratie, ca. 1880

Als Lavretski dan in een krantenfeuilleton leest dat zijn vrouw gestorven zou zijn kan hij zijn gevoelens naar Liza toe echter niet meer voor zich houden. Liza reageert in eerste instantie nog terughoudend, Lavretski wijzend op zijn plicht om te rouwen, maar als ze elkaar in een slapeloze nacht in de tuin ontmoeten kunnen ze hun liefde beide niet meer bedwingen, ze bekennen elkander hun liefde en kussen elkaar.
Vervolgens echter verschijnt Lavretski's vrouw Varvara ineens toch weer ten tonele, samen met hun dochtertje: het krantenbericht over haar dood bleek niet te kloppen. Ze eist dat Lavretski haar weer zal onderhouden. Deze biedt haar aan op een ander landgoed van hem te gaan wonen, maar hij realiseert zich ook direct dat haar terugkomst de mogelijkheid om een verbintenis met Liza aan te gaan ernstig in de weg zal zitten. Dit wordt vervolgens nog eens versterkt door het bezoek dat Varvara aan de familie Kalitin brengt en waarin ze zich bij Liza's moeder Marja Dimitreva sluw in de rol manoeuvreert, van de schuldbewuste vrouw die vergeving verdient.
Liza is ondertussen ook helemaal verward door de plotseling veranderde situatie: van het grootste geluksgevoel wordt ze plotseling tot de diepste wanhoop gevoerd. Uiteindelijk ziet ze geen andere uitweg dan als non in het klooster in te treden.
Toergenjev eindigt zijn roman met een klassieke epiloog, waarin hij beschrijft hoe het de hoofdpersonen in de volgende 8 jaren is vergaan. Lavretski's vrouw Varvara is terug naar Parijs vertrokken. Pansjin is ongehuwd en nog steeds veelbelovend in Sint-Petersburg. Het landgoed van de Kalitins is na de dood van Liza's moeder en tante overgegaan op haar jongere broer en zus. Lavretski werkt hard mee met de boeren op zijn landgoed. Liza zit nog steeds in het klooster.

### De kloof tussen de twee hoofdpersonen
Tussen de bijna goddeloze en verbitterde Fjodr en de strikt religieuze Liza bestaat een onoverbrugbare kloof over de Christelijke ethiek. Liza dringt er keer op keer op aan bij Fjodr dat hij zijn vrouw haar misstappen moet vergeven en dat hij haar terug dient te nemen als echtgenote. Dat heeft hij nu eenmaal in de kerk beloofd en het vergeven van elkaars zonden is een Christenplicht. Het dispuut wordt op scherp gezet door het foutieve overlijdensbericht in een Franse krant. Varvara is gestorven zonder dat Fjodr haar vergiffenis heeft geschonken. Als de echtgenote berouwvol terugkeert en bereid zegt te zijn als slavin van haar man verder door het leven te gaan, zegt Fjodr haar vergeven te hebben maar zegt tevens niet te kunnen vergeten.

### De laatste regels
De roman eindigt als volgt: Wat is er verder gebeurd met Lavretski? Met Liza? Wat te zeggen van mensen die nog leven, die het aardse toneel nog niet verlaten hebben, waartoe tot hen terugkeren? Men zegt dat Lavretski het verre klooster heeft bezocht waarheen Liza verdwenen was, haar gezien heeft. Van gaanderij naar gaanderij lopend ging zij dicht langs hem heen, met de rustig, haastig onderworpen tred van een non - en zij keek hem niet aan; alleen de wimpers van haar op hem gerichte ogen trilden even, alleen haar vermagerd gezicht boog nog dieper voorover - en de met een bidsnoer omwonden vingers van haar gevouwen handen grepen nog steviger in elkaar vast. Wat dachten, wat voelden zij beiden? Wie zal het weten? Wie zal het zeggen? Er zijn ogenblikken in het leven, gevoelens... waar men alleen op wijzen kan en dan voorbijgaan.

## Typering
Het adelsnest is als zoveel werken van Toergenjev een roman die een mislukte liefde als thema heeft, een afspiegeling van zijn eigen onvervulbare liefde voor de Franse zangeres Pauline Viardot. Het min of meer autobiografische verhaal is op zichzelf eenvoudig en weinig controversieel, doch beschreven met een grote lyrische kracht. De geschiedenis speelt in 1842, de tijd waarin de strijd tussen de slavofielen en de 'westersen' speelde, waarvan in de diverse discussies tussen hoofdpersonen ook regelmatig weerklanken zijn te horen, over de goede of verkeerde invloed van westerse invloeden. De schrijver geeft echter geen oordeel.

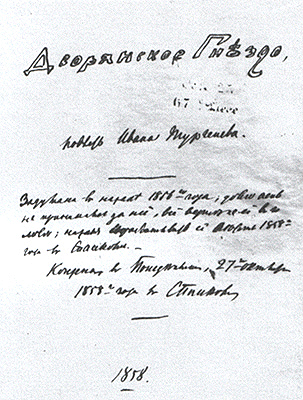
Manuscript titelpagina

In de autobiografische karaktertekening van de sympathieke, weinig spraakzame Lavretski kan het typische Toergenjev-karakter van de 'overbodige man' worden herkend. Toergenjev munt echter vooral uit door de karaktertekening van Liza, die door vertaler Karel van het Reve een van diens mooiste scheppingen wordt genoemd. Van het Reve wijst er echter ook op dat Anton Tsjechov Toergenjevs vrouwen 'onmogelijke, bedachte en onuitstaanbare wezens vond die in de werkelijkheid niet voorkomen'.
Toergenjev toont zich in Het adelsnest eveneens 'een meester in fraaie natuurbeschrijvingen en ontroerende passages waarin muziek een rol speelt'. Muziek speelt een belangrijke rol in de roman. Een belangrijke bijrol wordt gespeeld door Liza’s muziekdocent Lemm, een oude Duitse componist die geen erkenning heeft gevonden maar met veel psychologisch inzicht verbindingen weet te leggen tussen muziek en gemoedstoestanden.
De roman werd in 1969 verfilmd door Andrej Kontsjalovski.